# Nino Haratischwili
Nino Haratischwili en georgiano: ნინო ხარატიშვილი (Tiflis, 8 de junio de 1983) es una escritora, novelista, dramaturga y directora de teatro alemana nacida en Georgia. Reside en Alemania y escribe fluidamente en alemán y en georgiano, su lengua materna. Ha recibido numerosos premios, incluido el Premio Adelbert von Chamisso, el Premio de Literatura Kranichsteiner y el Premio de Literatura de la Kulturkreis der Deutschen Wirtschaft.

## Biografía
Haratischwili nació y creció en Tiflis, Georgia, donde asistió a una escuela de idioma alemán. Para escapar del caos político y social que siguió al colapso de la Unión Soviética, se mudó a Alemania durante dos años a principios de la década de 1990 con su madre, donde asistió a los grados séptimo y octavo de la escuela. Su familia regresó a Georgia después. Más tarde, Haratischwili se mudó nuevamente a Alemania para asistir a la escuela de teatro en Hamburgo. Después de trabajar como directora de teatro en Hamburgo durante varios años, publicó su primer libro, Juja, en 2010. Se convirtió en ciudadana alemana en 2012.
Haratischwili actualmente vive en Hamburgo.

## Obras
- La octava vida (para Brilka), novela, Frankfurter Verlagsanstalt, 2014. ISBN 978-3-627-00208-4
- La Gata y el General, novela, Penguin Random House Grupo Editorial España, 10 de septiembre de 2020 - 640 p. ISBN 8420455784, ISBN 9788420455785
- La luz perdida, novela, Penguin Random House Grupo Editorial España, 12 de enero de 2023 - 712 p. ISBN 8420463965, ISBN 9788420463964
- Juja: Roman. Verbrecher Verlag, 30 de julio de 2014 - 300 p. ISBN 395732064X, ISBN 9783957320643 (en alemán)
- Il mio dolce gemello. Edizioni Mondadori, 7 may 2013 - 276 p. ISBN 8852038752, ISBN 9788852038754 (en italiano)
- Das mangelnde Licht. Frankfurter Verlagsanstalt, 25 de febrero de 2022 - 832 p. ISBN 362702303X, ISBN 9783627023034 (en alemán)
- Georgia: Liv Stein : zwei Stücke. Verlag der Autoren, 2009 - 148 p. ISBN 3886613186, ISBN 9783886613182 (en alemán)
- Der Cousin und Bekina. Katzengraben-Presse, 2001 - 30 p. ISBN 3910178367, ISBN 9783910178366 (en alemán)
- Herbst der Untertanen: drei Stücke. Verlag der Autoren, 2015 - 195 p. ISBN 3886613739, ISBN 9783886613731 (en alemán)
- Zorn: Radio Universe : zwei Stücke. Verlag der Autoren, 2011 - 141 p. ISBN 3886613429, ISBN 9783886613427 (en alemán)
- Red Rain: Roman. Frankfurter Verlagsanstalt, 2018 - 763 p. ISBN 3627002547, ISBN 9783627002541
- Z: ein Theaterstück. Bloch, 2006. (en alemán)
- Drei Sekunden. Bloch, 2007. (en alemán)

## Premios y reconocimientos
- Premio Adelbert von Chamisso (2010)
- Premio de Literatura Kranichsteiner (2011)
- Premio de Literatura de la Kulturkreis der Deutschen Wirtschaft (2015)
- Premio Anna Seghers (2015)
- Schiller-Gedächtnispreis (2019)

### En redes sociales
- Nino Haratischwili en Facebook

- Datos: Q1724351
- Multimedia: Nino Kharatishvili / Q1724351